# Grand Prix de triathlon 2019
Navigation
Grand Prix de triathlon 2018 Grand Prix de triathlon 2020
Le Grand Prix de triathlon 2019 est composée de cinq courses organisées par la Fédération française de triathlon (FFTRI). Chaque course est disputée au format sprint soit 750 m de natation, 20 km de cyclisme et 5 km de course à pied. 
Le Grand Prix de triathlon 2019 se déroule du 19 mai au 21 septembre 2019. 

## Calendrier
| Étapes   | Date                     | Villes      |
| -------- | ------------------------ | ----------- |
| 1° étape | dimanche 19 mai 2019     | Châteauroux |
| 2° étape | dimanche 23 juin 2019    | Dunkerque   |
| 3° étape | dimanche 28 juillet 2019 | Muret       |
| 4° étape | samedi 7 septembre 2019  | Quiberon    |
| 5° étape | samedi 21 septembre 2019 | La Baule    |

## Clubs engagés

### Hommes
- Poissy Triathlon
- Les Sables Vendée Triathlon
- Montpellier Agglo Triathlon
- Triathlon Club Liévin
- St-Jean-de-Monts-Vendée Triathlon
- Valence Triathlon
- Montluçon Triathlon
- Metz Triathlon
- Triathlon Toulouse Métropole
- Triathl'Aix
- Versailles Triathlon
- C.R.V Lyon Triathlon
- Tricastin Triathlon Club
- Vitrolles Triathlon
- Sainte Geneviève Triathlon
- Issy Triathlon

### Femmes
- Poissy Tri Duathon Club
- Metz Triathlon
- Issy Triathlon
- Tri Val de Gray
- Vallons de la Tour Triathlon
- Triathlon Club Châteauroux Métropole 36
- Groupe Triathlon de Vesoul Haute-Saône
- Brive Limousin Triathlon
- Stade Poitevin Triathlon
- Tri Saint Amand Dun 18
- Dijon Triathlon
- Autun Triathlon
- Sardines Triathlon
- T.C.G. 79 Parthenay
- Tricastin Triathlon Club
- Triathlon Toulouse Métropole

## Résultats

### Châteauroux[1]
| Position           | Hommes                      | Femmes           |
| ------------------ | --------------------------- | ---------------- |
| Médaille d'or      | Poissy Triathlon            | Poissy Triathlon |
| Médaille d'argent  | Les Sables Vendée Triathlon | Metz Triathlon   |
| Médaille de bronze | Triathlon Club Liévin       | Issy Triathlon   |

### Dunkerque[1]
| Position           | Hommes                      | Femmes           |
| ------------------ | --------------------------- | ---------------- |
| Médaille d'or      | Poissy Triathlon            | Metz Triathlon   |
| Médaille d'argent  | Montpellier Agglo Triathlon | Poissy Triathlon |
| Médaille de bronze | Les Sables Vendée Triathlon | Tri Val de Gray  |

### Muret[2]
| Position           | Hommes                      | Femmes           |
| ------------------ | --------------------------- | ---------------- |
| Médaille d'or      | Poissy Triathlon            | Poissy Triathlon |
| Médaille d'argent  | Triathlon Club Liévin       | Issy Triathlon   |
| Médaille de bronze | Les Sables Vendée Triathlon | Metz Triathlon   |

### Quiberon[3]
| Position           | Hommes                      | Femmes           |
| ------------------ | --------------------------- | ---------------- |
| Médaille d'or      | Poissy Triathlon            | Poissy Triathlon |
| Médaille d'argent  | Les Sables Vendée Triathlon | Metz Triathlon   |
| Médaille de bronze | Montpellier Agglo Triathlon | Tri Val de Gray  |

### La Baule[4],[5]
| Position           | Hommes                            | Femmes           |
| ------------------ | --------------------------------- | ---------------- |
| Médaille d'or      | St-Jean-de-Monts-Vendée Triathlon | Poissy Triathlon |
| Médaille d'argent  | Poissy Triathlon                  | Metz Triathlon   |
| Médaille de bronze | Triathlon Club Liévin             | Tri Val de Gray  |

## Classement général final
| Position | Hommes                            | Hommes | Femmes                                  | Femmes |
| Position | Équipes                           | Points | Équipes                                 | Points |
| -------- | --------------------------------- | ------ | --------------------------------------- | ------ |
|          | Poissy Triathlon                  | 107    | Poissy Triathlon                        | 108    |
|          | St-Jean-de-Monts-Vendée Triathlon | 85     | Metz Triathlon                          | 99     |
|          | Triathlon Club Liévin             | 85     | Tri Val de Gray                         | 83     |
| 4e       | Les Sables Vendée Triathlon       | 84,5   | Issy Triathlon                          | 82     |
| 5e       | Montpellier Agglo Triathlon       | 79     | Vallons de la Tour Triathlon            | 65     |
| 6e       | Valence Triathlon                 | 61,5   | Stade Poitevin Triathlon                | 56,5   |
| 7e       | Metz Triathlon                    | 57     | Dijon Triathlon                         | 55     |
| 8e       | Montluçon Triathlon               | 56     | Triathlon Club Châteauroux Métropole 36 | 45,5   |
| 9e       | Triathl'Aix                       | 45     | Groupe Triathlon de Vesoul Haute-Saône  | 40     |
| 10e      | Triathlon Toulouse Métropole      | 40     | Brive Limousin Triathlon                | 39     |
| 11e      | Sainte Geneviève Triathlon        | 36,5   | Tri Saint Amand Dun 18                  | 38     |
| 12e      | Versailles Triathlon              | 35,5   | T.C.G. 79 Parthenay                     | 37,5   |
| 13e      | Vitrolles Triathlon               | 26,5   | Sardines Triathlon                      | 34,5   |
| 14e      | Tricastin Triathlon Club          | 26     | Autun Triathlon                         | 29,5   |
| 15e      | Issy Triathlon                    | 24,5   | Tricastin Triathlon Club                | 28     |
| 16e      | C.R.V Lyon Triathlon              | 20     | Triathlon Toulouse Métropole            | 24,5   |

## Résultats individuels
| Hommes                                             | Châteauroux | Dunkerque | Muret | Quiberon | La Baule |
| -------------------------------------------------- | ----------- | --------- | ----- | -------- | -------- |
| Léo Bergère (Saint Jean-de-Monts Vendée Triathlon) |             | 1er       | 1er   |          |          |
| Anthony Pujades (Poissy Triathlon)                 | 1er         | 2e        |       |          |          |
| Matthew Roberts (Les Sables Vendée Triathlon)      | 2e          |           |       |          |          |
| Raoul Shaw (Triathlon Club Liévin)                 | 3e          |           |       |          |          |
| Aurélien Raphaël (Poissy Triathlon)                |             | 3e        |       |          |          |
| Nathan Grayel (Tricastin Triathlon Club)           |             |           | 2e    |          |          |
| Luke Willian (Les Sables Vendée Triathlon)         |             |           | 3e    |          |          |
| Pierre Le Corre (Montpellier Agglo Triathlon)      |             |           |       | 1er      |          |
| Dorian Coninx (Poissy Triathlon)                   |             |           |       | 2e       |          |
| Alois Knabl (Triathlon Club Liévin)                |             |           |       | 3e       |          |
| Mario Mola (Saint-Jean-de-Monts Vendée Triathlon)  |             |           |       |          | 1er      |
| Vincent Luis (Sainte-Geneviève Triathlon)          |             |           |       |          | 2e       |
| Jelle Geens (Les Sables Vendée Triathlon)          |             |           |       |          | 3e       |

| Femmes                                 | Châteauroux | Dunkerque | Muret | Quiberon | La Baule |
| -------------------------------------- | ----------- | --------- | ----- | -------- | -------- |
| Sandra Dodet (Poissy Triathlon)        | 1er         |           | 3e    |          | 3e       |
| Émilie Morier (Issy Triathlon)         | 2e          |           | 2e    | 3e       |          |
| Léa Coninx (Metz Triathlon)            | 3e          |           |       |          |          |
| Cassandre Beaugrand (Poissy Triathlon) |             | 1er       | 1er   |          | 1er      |
| Léonie Périault (Poissy Triathlon)     |             | 2e        |       |          |          |
| Jeanne Lehair (Metz Triathlon)         |             | 3e        |       |          |          |
| Summer Rappaport (Metz Triathlon)      |             |           |       | 1er      |          |
| Taylor Spivey (Poissy Triathlon)       |             |           |       | 2e       |          |
| Non Stanford (Metz Triathlon)          |             |           |       |          | 2e       |